# Salticus olivaceus
Salticus olivaceus är en spindelart som först beskrevs av Koch L. 1867.  Salticus olivaceus ingår i släktet Salticus och familjen hoppspindlar. Inga underarter finns listade i Catalogue of Life.